# Планета-сеть
Планета-сеть (англ. The Web Planet) — тринадцатая серия британского научно-фантастического телесериала «Доктор Кто», состоящая из шести эпизодов, которые были показаны в период с 13 февраля по 20 марта 1965 года.

## Синопсис
Некая сила захватывает ТАРДИС и приводит её к планете Вортис, где путешественники во времени оказываются в большой опасности.

## Сюжет

### Эпизод 1. Планета-сеть
ТАРДИС материализовалась. Доктор говорит, что атмосфера разрежена и надо уходить. Появляются существа, похожие на муравьёв. Они посылают ультразвук, и ТАРДИС не может улететь. Доктор с Йеном надели специальный костюм и вышли наружу. Дверь открыли кольцом. Вики с Барбарой обсуждали отличия систем образования и развития уровня медицины в разных временах. Барбара продемонстрировала браслет, подаренный Нероном в доказательство их путешествия в Рим. Доктор хотел отколоть кусок слюды. Йен предложил ему свою ручку, но она пропала в воздухе. Барбара начала дергать рукой, будто та ей не принадлежит. Йен нашёл озеро и захотел попить. Доктор остановил его и с помощью галстука доказал, что это кислота. Йен с Доктором начали слышать ультразвук. В ТАРДИСе Вики заснула от ультразвука. Двери открылись, и рука Барбары вывела её из корабля. Растения опутывают Йена. Доктор побежал в ТАРДИС, чтобы найти что-то для спасения Йена. Рука ведёт Барбару в озеро с кислотой. ТАРДИС начинает шатать, Вики бросается к панели управления, в ТАРДИС возвращается энергия. Когда Доктор прибежал, ТАРДИС уже не было.

### Эпизод 2. Зарби
Барбара обходит кислоту и продолжает идти как зомби. Йен лежит на земле, к нему подбегает Доктор и поднимает его на ноги. Йену жжёт лицо как от крапивы. Он говорит, что сорняк взял и исчез. Доктор рассказал Йену, что ТАРДИС пропала. Доктор с Йеном решают снять костюмы, так как они стали бесполезны. После они находят следы и понимают, что ТАРДИС стащили. ТАРДИС едет. Вики увидела, что муравье-люди заставляют ехать ТАРДИС. Барбару ведёт осо-человек. Он приводит её к себе подобным. С Барбары снимают браслет и кидают его в кислоту. Когда Барбара пришла в себя, её окружили. Доктор находит сходства с планетой из галактики Изоп, отличием является лишь присутствие лун. Осо-люди — миноптры, а муравье-люди — зарби, что становится известно из разговора между миноптрами и Барбарой. Один из них, Хростор, предлагает убить её. Барбара схватила палку, повалила одну из них и побежала. Зарби окружают Доктора с Йеном и уводят их. Двери ТАРДИС открылись, и Вики вышла наружу. Её окружили зарби. Один из зарби попытался войти в ТАРДИС, но не смог. Приводят Йена и Доктора. Барбару похищают. Миноптры Врестин и Хростор спорят, ломать ли кристалл тишины. Если сломать, то они смогут связаться с другими миноптрами, но и зарби узнают, где они. Врестин ломает кристалл, но ответа они не получают. На их пещеру надвигаются зарби, ведомые Барбарой. Зарби заходят в пещеру. Врестин успевает разбить кристалл и сбежать. Миноптры-мужчины сражались. Одного из них убили, второго взяли в плен. Хростор объясняет Барбаре, что зарби берут контроль над человеком, если на нём есть золото. Доктор запирает дверь. Сверху появляется труба, в которую попадает голова Доктора. Некто начинает с Доктором телепатический разговор.

### Эпизод 3. Бегство от опасности
Главный у зарби принимает Доктора и команду за миноптров. Зарби начинают окружать их. Героев спасла выстрелом… ТАРДИС. Оказалось, когда Вики упала на панель управления, она восстановила энергию ТАРДИС. Герои могли бы уйти, но Барбары нет. Доктор договаривается помочь зарби в обмен на свободу. Доктора с Йеном пускают в ТАРДИС, а Вики оставляют в заложники. В ТАРДИС решено, что Йен пойдёт искать Барбару. Доктор выкатывает некий агрегат-карту. После требует отключения передач, поскольку они мешают найти миноптров. Зарби перестают шевелиться, как будто заснули. Йен побежал искать Барбару. Доктор перехватил радио-передачи миноптров и узнал, что они высадятся рядом с крапивным кратером, куда повезли Барбару. Йена обнаруживает зарби, Йен валит его с ног и бежит на улицу, поднимается тревога. Главный зарби угрожает убить Доктора за побег Йена, в ответ Доктор отвечает, что информация умрёт вместе с ним. Доктор отправил Вики в ТАРДИС за красной коробочкой. Вики принесла коробочку с образцами Доктора. Зарби боятся пауков, это стало ясно, когда Вики продемонстрировала коробочку. На улице Йен встретил Врестин. Она рассказала, что раньше зарби и миноптры жили в мире, пока разум зарби не захватил Анимус. Ещё Врестин сказала, что луны появились после появления Анимуса. Йен предложил вместе идти к Крапивному кратеру. Врестин соглашается. Они прячутся от зарби в расщелине. Происходит обвал.

### Эпизод 4. Кратер игл
Барбару и Хростора заставляют скидывать разную растительность в кислоту. Хростор сказал, что её потоками относит в центр, где находится Анимус. На Вики надевают золотой ошейник. Анимус под угрозой убить Вики заставляет Доктора сказать, где базируются миноптры. Доктор назвал планету Пиктос. А про место высадки говорит, что пока не знает. Вики отпускают. Доктор попросил Вики принести его палку. Врестин и Йена берёт в плен подземная цивилизация, похожая на миноптров — оптиры. Они владеют речью. Миноптры с Барбарой решают, что их надо предупредить, что зарби подняли тревогу, и это не лучшее время для атаки. Палкой Доктор крадёт золотой ошейник. Миноптры убивают охранников, которые не пошли на место посадки, а остались. Доктор, пытаясь перенастроить золотой ошейник, взорвал свою карту, а информацию хотел спрятать, но Анимус заметил деталь и вычитал её. На Доктора и Вики надевают золотые ошейники. Сначала хотели оставить миноптра Хлинию ожидать остальных, тут прибежали остальные заключённые, которые передали, что зарби окружают плато. Йен начал просить оптиров о помощи в освобождении от Анимуса. Миноптры отказываются бежать. Зарби начинают убивать их по одному. Барбара бежит, но её и выживших миноптров окружают.

### Эпизод 5. Вторжение
Барбара спотыкается и ударяется о стену. Открывается секретный ход, куда бегут Барбара и два миноптра — Прапилиус и Хростар. Доктор всё-таки успел перепрограммировать ошейник, он не контролирует Вики. Вики сняла ошейник с Доктора. Доктор надевает неработающий ошейник. Вики начинает играть, будто ошейник она уронила только что. Зарби подходит поближе, и Доктор надевает на него перепрограммированный ошейник. Доктор получил контроль над зарби. Они медленно пошли к выходу. В храме света, куда попали Барбара с миноптрами, они встретили Хлинию и одного из летающий миноптров — Хилио, спасшихся благодаря тому, что забежали в один из туннелей. Хилио показывает исоптоп — оружие, которым можно победит Анимуса, но нужно добраться до паутины. Оптиры решают проводить Йена и Врестин к Анимусу. Вики с Доктором выбрались на улицу. Вики придумала кличку для зарби — Зомбо. В храм света кто-то вошёл. Это зарби и вместе с ним Доктор с Вики. Барбара встретилась с Доктором и Вики. Оптиры ломают стену. В одном месте полилась кислота, и одна из оптиров закрыла течь своим телом. Оптиры сломали стену в другом месте. Миноптры говорят Доктору, что Анимус питается энергией планеты. Он увеличил силу притяжения, что притянуло три луны и ТАРДИС. Исоптоп дают Доктору. Доктор отдаёт миноптрам кольцо, которым они смогут управлять Зомбо. Доктор передал исоптоп Вики, после они вдвоём вернулись в штаб зарби, из которого недавно сбежали. Доктора с Вики опрыскивают раствором, похожим на паутину.

### Эпизод 6. Центр
Анимус приказывает отвести Доктора и Вики в центр, так как Анимусу нужен ум Доктора. Вики говорит, что спрятала оружие в карте Доктора. Барбара с миноптрами разозлили одного зарби, а после отпустили, чтобы он привёл подкрепление. Миноптры решили отвлекать зарби, чтобы Доктор сделал свою работу. Иэн, Врестин и один из оптиров наконец поднимаются на поверхность. При попытке подчинить сороконожку она стреляет в Хростора. Умерев, он упал и раздавил её. Доктор и Вики попадают к Анимусу. Там очень светло. Доктор теряет сознание, а Вики борется с волей Анимуса. Миноптры проникают в гнездо зарби и захватывают ещё одного. Из соседней комнаты идёт яркий свет. Барбара с миноптрами находят оборудование-карту, а в ней — исоптоп. Миноптры врываются в главный зал, где видят уже лежащую Вики. Исоптоп дают Барбаре. Барбара смогла убить Анимуса. Из-под пола вылез Йен. Зарби снова стали свободными. Оптиры вышли на свет. Снова потекла вода. Команда возвращается в ТАРДИС. Их деяния будут воспеты в храме света.

## Трансляции и отзывы
| Эпизод                 | Дата показа     | Продолжительность | Телезрители (в миллионах) | Archive  |
| ---------------------- | --------------- | ----------------- | ------------------------- | -------- |
| «Планета-сеть»         | 13 февраля 1965 | 23:57             | 13.5                      | 16mm t/r |
| «Зарби»                | 20 февраля 1965 | 23:20             | 12.5                      | 16mm t/r |
| «Бегство от опасности» | 27 февраля 1965 | 22:52             | 12.5                      | 16mm t/r |
| «Кратер игл»           | 6 марта 1965    | 25:50             | 13.0                      | 16mm t/r |
| «Вторжение»            | 13 марта 1965   | 26:04             | 12.0                      | 16mm t/r |
| «Центр»                | 20 марта 1965   | 24:32             | 11.5                      | 16mm t/r |
| [ 1 ] [ 2 ] [ 3 ]      |                 |                   |                           |          |